# Sar-e Pol
Sar-e Pol o Sar-i Pol o Sar-i Pul (persa: سر پل) és una ciutat de l'Afganistan capital de la província de Sar-e Pol i del districte de Sar-e Pol. El districte figura amb una població de 115.463 habitants el 2006.

## Història
Portava el nom d'Anbir i fou una antiga ciutat de la província medieval de Guzgan. Era seu d'un petit principat heftalita. La regió fou conquerida pels omeies a la primera meitat del segle VIII en lluita contra els prínceps heftalites de Bactriana. A aquesta ciutat fou mort el pretendent alida Yahya ibn Zayd ibn Hasan el 743. Al segle x apareix sota el govern de la dinastia farighúnida que va conservar el poder fins que fou conquerida per Mahmud de Gazni als primers anys del segle xi. Ibn Hàwqal diu que fou la capital d'hivern dels farighúnides. Yakubi diu que fou la capital dels governadors àrabs del districte de Guzgan abans de l'establiment de la dinastia farighúnida però altres fonts esmenten Yahudiya com a capital; en tot cas era una ciutat important, més gran que Marw al-Rudh; sembla que després s'assimila a la ciutat de Guzdjanan; posteriorment desapareix de les cròniques.
Al segle xvi la regió era possessió safàvida. El 1731 va quedar dins els dominis en mans del kan o beglerbegi de Maymana que fou vassall de Nadir Shah, i després del 1747 d'Ahmad Shah Durrani (Abdali). Després del 1800 el seu governador es va fer independent. És possible que la independència fou posterior al 1812, ja que el kanat no és esmentat per Izzetullah a diferència de tots els que eren independents. El 1831 s'esmenta a la ciutat amb el nom de Sirpul com a capital d'un kanat uzbek possiblement en l'òrbita de Bukhara, ja que sembla que no va estar subjecte mai a Muhammad Murad Beg de Kunduz. El 1845, quan Ferrier va estar a la zona, governava Mahmud Khan, gendre del Mir Wali de Khulm, Ibak i Balkh, i gendre també del kan d'Andkhoy, que tenia un exèrcit de 2000 soldats a cavall i altres dos mil a peu. El 1847 es va apoderar d'Andkhuy (que havia caigut en mans de Shirbarghan) i va restablir al seu sogre al tron; va ocupar també Shibarghan on va posar al seu germà Husayn Khan com a governador pero l'emir de Bukharà va restablir al kan Rustan el 1849. El 1850 Yar Muhammad es va apoderar d'Andkhoy i Shirbaghan, a més d'Akshi i Maimana, però no va atacar Sirpul.
Conquerida un temps pels afganesos (1861 i 1864) va recuperar la independència (1862 i 1866) però vers el 1875 va ser annexionada definitivament a l'Afganistan per Shir Ali. Com a província no es va formar fins al 1988 (operativa el 2004), amb parts de la província de Balkh, de la de Jowzjan, i de la de Samangan.

## Llista de beglarbegis
- 1800 - 1840 Zu'l-Faqar Sher Khan
- 1840 - 1851 Mahmud Khan
- 1851 - 1862 Qilij Khan
- 1861 - 1862 a Dost Muhammad de Kabul
- 1862 - 1864 Muhammad Khan
- 1864 - 1866 a Shir Ali de Kabul
- 1866? - 1875 Muhammad Khan (segona vegada)